# 舒米恩

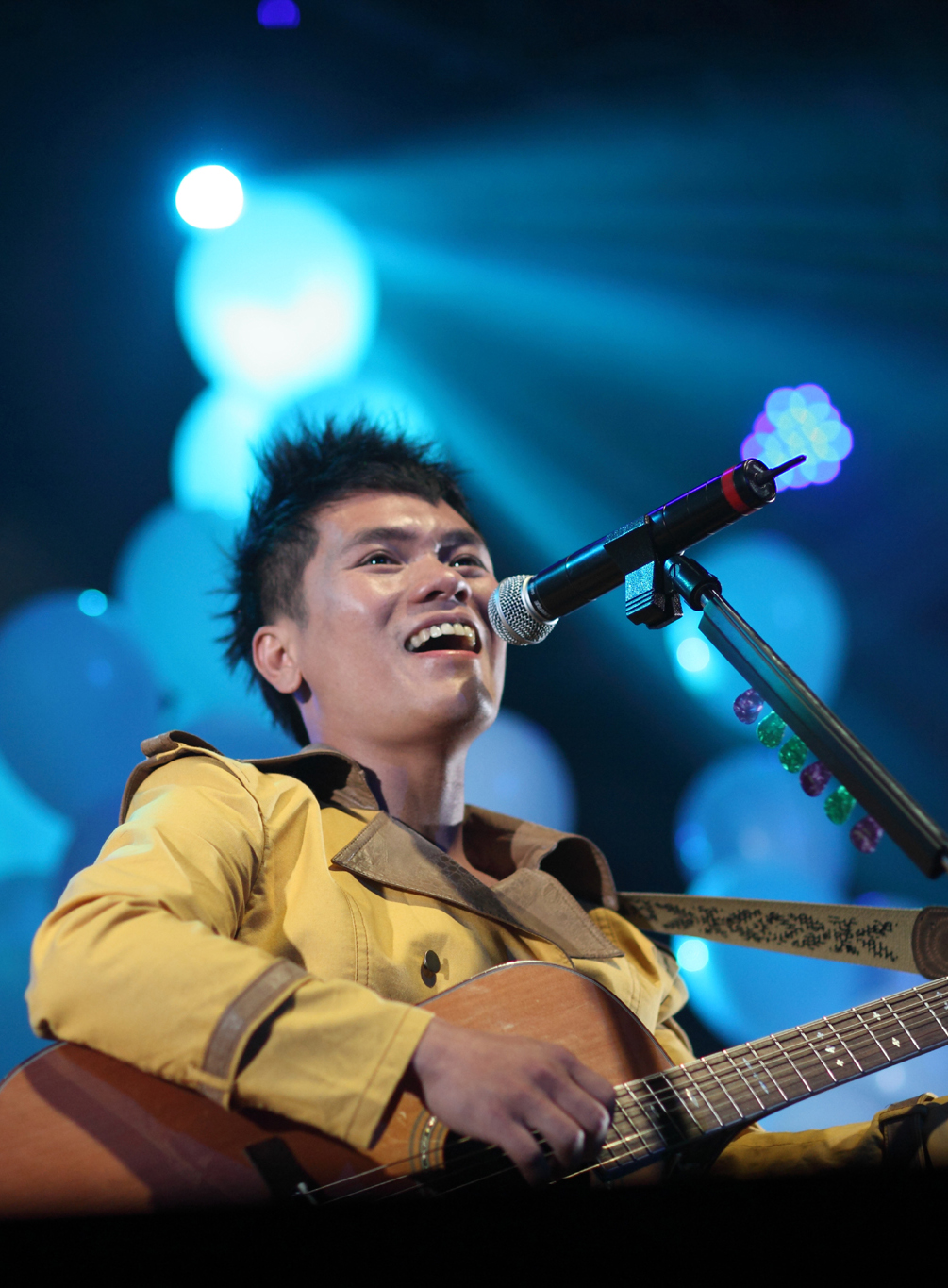
2011年舒米恩在「風fali」個人演唱會

舒米恩·魯碧（1978年7月17日—），臺灣原住民歌手和演員，臺東縣東河鄉阿美族人，畢業於臺灣藝術大學圖文傳播藝術學系。擔任圖騰樂團和艾可菊斯的主唱和吉他手、並演奏直笛、手風琴等樂器；參加過無數音樂創作比賽，也為眾多歌手創作歌曲，同時是傳統竹編工藝師、劇場舞者、開過畫展的素人畫家。
2007年以《我在那邊唱》入圍第18屆金曲獎最佳樂團。2008年以《跳格子》獲得第45屆金馬獎最佳新演員獎。2010年以《Suming (專輯)》獲得第1屆金音獎最佳專輯、最佳現場演出獎及2011年第22屆金曲獎最佳原住民專輯獎。2013年與家鄉都蘭部落族人創辦阿米斯音樂節。2015年憑《太陽的孩子》的電影主題曲〈不要放棄〉榮獲第52屆金馬獎最佳原創電影歌曲獎，他在臺上不忘自薦：「我能唱也能演」。2016年再獲第27屆金曲獎最佳年度歌曲獎。 2017年獲得第九屆總統文化獎之青年創意獎。 2019年，舒米恩出任台灣公共電視第七屆董事。2025年《Mikerid 引路》專輯榮獲【2025 Global Music Awards】三項金牌ーWorld Music世界音樂、Concept概念、Producer製作人。
舒米恩長期關注台灣原住民議題，透過音樂創作、表演活動向台灣大眾推廣原住民文化。近年他的社會關懷拓展到性別平權、移民工議題等，曾在〈我想做個夢〉MV中為工傷移工與同志伴侶發聲。

## 音樂作品

### 圖騰樂團(Totem) 作品
- 2006年4月《我在那邊唱》專輯
- 2009年9月《放羊的孩子》專輯

### 艾可菊斯(Echo G.S) 作品
- 2007年9月《美麗心民謠 想念》合輯，收錄〈眼睛眨眨〉、〈養樂多〉單曲
- 2007年10月《練習曲》電影原聲帶，收錄〈利澤簡 好美〉、〈都蘭古調〉單曲

### 舒米恩 (Suming) 作品

#### 原創專輯
- 2010年5月15日《Suming》
- 2012年6月30日《阿米斯Amis》
- 2013年12月20日《美式生活》
- 2014年8月19日《海洋·森林》
- 2019年12月3日《Bondada》
- 2022年1月17日《O Milaladiway 詠歌者》
- 2025年1月23日《Mikerid 引路者》

#### 原創 EP
- 《Suming》
- 《Suming2》
- 2010年《Suming3》
- 2010年12月18日《遠洋》
- 2013年7月5日《美好的日子》
- 2017年7月7日《向最初的自己致敬》
- 2018年《夢見Bondada》

#### 單曲
- 2017年12月30日《還島快樂》(收錄於吳汶芳《我來自…》專輯)
- 2018年2月15日《糖果》
- 2018年11月16日《陪妳堅持下去》(惠氏啟賦3)
- 2019年10月25日《入夜之前》
- 2019年10月25日《入夜之前(不插電版)》
- 2020年8月《隔離》(收錄於高偉勛《00:00-04:00》專輯)
- 2020年12月25日《晚餐》(公共電視《誰來晚餐》主題曲)
- 2021年4月24日《誰家的花開了》(電影《轉彎之後》主題曲)
- 2021年12月25日《Ho Hai Yan》(收錄於旺福《你好我好大家好》專輯)
- 2022年6月8日《記得海洋》(《720 Zero & Ocean 海洋再生眼鏡》主題曲)
- 2023年8月17日《有你陪我就好》(慧治基金會主題曲)
- 2023年9月1日《Makero kita我們來跳舞》
- 2023年9月1日《海洋日記》(影集《海洋日記》主題曲)
- 2023年11月24日《You Cima Ko Maolahay Tisowanan 誰說我愛你》
- 2025年6月9日《如果我是一朵花》(花蓮流行音樂AI實驗基地主題曲)

#### 原創合輯
- 2000年9月《遊來遊去》，收錄〈浪人畫家〉單曲
- 2006年4月《美麗心民謠》，收錄〈巴奈十九〉單曲
- 2010年9月《Open Taipei》，收錄〈在這城市寫下愛〉單曲
- 2011年9月《Open Taiwan》，收錄〈衷心〉單曲
- 2015年9月《台灣美樂地》台灣民進黨總統參選人蔡英文競選專輯而發行的合輯，收錄〈亮點〉單曲(與荒山亮、王俊傑、施文彬、董事長樂團、滅火器樂團、閻韋伶、陳明章、黃連煜、白芯羽、流氓阿德、朱頭皮、南西樂團、隨性大合唱)
- 2017年10月《爲南迴而唱》，收錄〈祈雨的婦人〉單曲

#### 原聲帶
- 2014年2月《KANO》電影原聲帶，收錄〈勇者的浪漫〉單曲(與中孝介、Rake、范逸臣、羅美玲合唱)
- 2015年10月《太陽的孩子》電影原聲帶，收錄〈這個時代〉、〈不要放棄〉單曲
- 2017年1月 《52 Hz I Love You》電影原聲帶
- 2019年8月 《漂流遇見你》電影原聲帶

#### 實況專輯
- 2011年11月25日《舒米恩 2010-2011 Live演唱會》
- 2017年7月7日《Suming舒米恩 AKA SIWALAAY KAKO HAW!請你記得我 2016演唱會全紀錄》

## 演出作品

### 紀錄片
- 2004年 《海洋熱》
- 2006年 《圖騰轉呀轉》
- 2009年 《誰在那邊唱》
- 2016年 《扛旗子的Suming》
- 2017年 《漂流遇見你》

### 電視電影
- 2007年 《跳格子》飾演 阿宗
- 2009年 《我在這邊唱》(TOTEM song for home)飾演 Suming

### 電影
- 2007年 《練習曲》飾演 彈手風琴的人
- 2012年 《甜·祕密》阿車
- 2017年 《52 Hz I Love You》飾演 游大河

### 電視劇
- 2008年 《這裡發現愛》
- 2011年 《峰迴青春路》飾演 黑道小弟 小三
- 2012年 《罪美麗》飾演 警員
- 2017年 《他們在畢業的前一天爆炸2》飾演 潘世東
- 2018年 《種菜女神》飾演 馬耀

### 廣告
- 2015年 《中華三菱青春還鄉》

### 音樂錄影帶
- 2016年 小男孩樂團《天使也會受傷》

## 獎項紀錄

### 音樂獎項
| 年份 | 屆次                      | 專輯                     | 獎項                 | 入圍                               | 結果 |
| ---- | ------------------------- | ------------------------ | -------------------- | ---------------------------------- | ---- |
| 2007 | 第10屆中華音樂人交流協會  | 《我在那邊唱》           | 年度十大專輯         | 《我在那邊唱》                     | 獲獎 |
| 2007 | 第10屆中華音樂人交流協會  | 《我在那邊唱》           | 年度十大單曲         | 〈巴奈十九〉                       | 獲獎 |
| 2007 | 第18屆金曲獎              | 《我在那邊唱》           | 最佳樂團獎           | 《我在那邊唱》                     | 提名 |
| 2009 | 第6屆臺灣原創流行音樂大獎 | 〈Kayoing〉              | 原住民族語組         | 〈Kayoing〉                        | 佳作 |
| 2010 | 第21屆金曲獎              | 《放羊的孩子》           | 最佳樂團獎           | 《放羊的孩子》                     | 提名 |
| 2010 | 第1屆金音創作獎           | 《Suming》               | 最佳專輯獎           | 《Suming》                         | 獲獎 |
| 2010 | 第1屆金音創作獎           | 《Suming》               | 最佳創作歌手獎       | 《Suming》                         | 提名 |
| 2010 | 第1屆金音創作獎           | 《Suming》               | 最佳現場演出獎       | 台北The Wall發片演唱會             | 獲獎 |
| 2010 | 第1屆金音創作獎           | 《Suming》               | 最佳民謠專輯獎       | 《Suming》                         | 提名 |
| 2010 | 第1屆金音創作獎           | 《Suming》               | 最佳民謠單曲獎       | 〈Kasasetek no mita 我們的約定〉   | 提名 |
| 2010 | 第1屆金音創作獎           | 《Suming》               | 最佳電音單曲獎       | 〈Kayoing 美少女〉                 | 提名 |
| 2011 | 第14屆中華音樂人交流協會  | 《Suming》               | 年度十大專輯         | 《Suming》                         | 獲獎 |
| 2011 | 第22屆金曲獎              | 《Suming》               | 最佳原住民語專輯獎   | 《Suming》                         | 獲獎 |
| 2011 | 第22屆金曲獎              | 《Suming》               | 最佳專輯製作人獎     | 林揮斌、Suming《Suming》           | 提名 |
| 2011 | 第22屆金曲獎              | 《Suming》               | 最佳原住民語歌手獎   | 《Suming》                         | 提名 |
| 2013 | 第24屆金曲獎              | 《阿米斯》               | 最佳原住民語專輯獎   | 《阿米斯》                         | 提名 |
| 2013 | 第24屆金曲獎              | 《阿米斯》               | 最佳原住民語歌手獎   | 《阿米斯》                         | 提名 |
| 2014 | 第25屆金曲獎              | 《Amis Life 美式生活》   | 最佳作曲人獎         | 〈很趕〉                           | 提名 |
| 2014 | 第25屆金曲獎              | 《美好的日子》           | 最佳原住民語歌手獎   | 《美好的日子》                     | 提名 |
| 2014 | 第5屆金音創作獎           | 《Amis Life 美式生活》   | 最佳民謠專輯獎       | 《Amis Life 美式生活》             | 提名 |
| 2014 | 第5屆金音創作獎           | 《美好的日子》           | 最佳民謠單曲獎       | 〈美好的日子〉                     | 提名 |
| 2015 | 第26屆金曲獎              | 《海洋·森林》            | 最佳原住民語專輯獎   | 《海洋·森林》                      | 提名 |
| 2015 | 第26屆金曲獎              | 《海洋·森林》            | 最佳原住民語歌手獎   | 《海洋·森林》                      | 提名 |
| 2016 | 第27屆金曲獎              | 《太陽的孩子電影原聲帶》 | 最佳年度歌曲獎       | 〈不要放棄 Aka pisawad（母語版）〉 | 獲獎 |
| 2016 | 第7屆金音創作獎           | 《太陽的孩子電影原聲帶》 | 最佳民謠單曲獎       | 〈不要放棄 Aka pisawad（母語版）〉 | 提名 |
| 2022 | 第33屆金曲獎              | 《O milaladiway 詠歌者》 | 最佳原住民語歌手獎   | 《O milaladiway 詠歌者》           | 提名 |
| 2023 | 第1屆浪潮音樂大賞         | 《O milaladiway 詠歌者》 | 最佳少數民族語言專輯 | 《O milaladiway 詠歌者》           | 提名 |

#### 其他音樂獎項
- 2005年 榮獲臺北貢寮國際海洋音樂祭大賽–首獎海洋大賞
- 2009年 榮獲【第二屆全民影音創作大賽】音樂錄影帶組第一名【Kayoing】
- 2014年 榮獲臺灣音樂文化國際交流協會－2014硬地英雄獎

### 電影獎項
- 2004年 榮獲臺北電影節評審團特別獎、觀眾票選最佳影片–紀錄片【海洋熱】
- 2008年 榮獲【第45屆金馬獎最佳新演員獎】–【跳格子】
- 2013年 入圍【第50屆金馬獎最佳原創電影歌曲獎】–【如果情歌都一樣】《甜·祕密》
- 2014年 入圍【第51屆金馬獎最佳原創電影歌曲獎】–【小鳥先生】《KANO》
- 2015年 榮獲【第52屆金馬獎最佳原創電影歌曲獎】–【不要放棄】《太陽的孩子》

### 藝文獎項
- 2017年 榮獲第九屆總統文化獎「青年創意獎」

## 外部連結
- 舒米恩的Facebook專頁
- 舒米恩的Instagram帳戶
- 舒米恩的新浪微博

1. ↑  太陽的孩子主題曲奪金馬 舒米恩獲殊榮 （页面存档备份，存于），中央社，20151121
2. ↑  Suming舒米恩族語音樂創作之路 的存檔，存档日期2016-12-05.
3. ↑  第九屆總統文化獎 舒米恩榮獲青年創意獎 （页面存档备份，存于），原民會官網，20171115
4. ↑  簡單而艱難的夢——專訪Suming 舒米恩：先認識他們，才有可能喜歡 （页面存档备份，存于），One-Forty，20210412
5. ↑  . 2023-04-06  [2023-05-03]. （原始内容存档于2023-04-20） （中文（臺灣））.